# Adinčiava
Adinčiava (polsky Odyńcówka) jinak také nazývaná Odinčytė, je potok v Litvě, na západním okraji okresu Trakai. Pramení 1,5 km na jih od vsi Miciūnai, na západním okraji okresu Trakai. Protéká málo obydlenými oblastmi při západních hranicích okresu Trakai. Teče směrem na sever. Je to levý přítok řeky Verknė.